# Graduados
Graduados em português (Graduados) é uma telenovela Argentina coproduzido por Underground Contenidos e Endemol para Telefe em 2012, começou a transmitir em 12 de março de 2012, de segunda a quinta-feira às 21:15 pm.

## Elenco
- Nancy Dupláa - Maria Laura "loly" Falsini
- Daniel Hendler - Andres "andy" Godzzer
- Luciano Cáceres - Pablo Cataneo
- Julierta Ortega - Veronica "vero" Diorio
- Isabel Macedo - Jimena Benítez / Patricia Longo
- Juan Leyrado - Clemente Falsini
- Mex Utizbera - Benjamin "tuca" Pardo
- Gastón Soffritti - Martin Cataneo / Godzzer
- Paola Barrientos - Maria Victoria "vicky" Lauria
- Mercedes Scápola - Clara "clarita" Acuña
- Jenny Williams - Sofia Conte
- Chang Kim Sung - Walter Mao
- Violeta Urtizberea - Gabriela "Gaby" Godzzer
- Mirta Busnelli - Dana Blatt de Godzzer
- Juan Gil Navarro - Guillermo "willy" Almada
- Dolores Fonzi - Azul Vega
- Chela Cardalda - Beatriz "betty" Ramírez
- Lucas Velasco - Juan "Juanchi" Peralta
- Aretha Oliveira - Tami[2]
- Marco Antonio Caponi - Augusto Giribone